# Cidade Livre de Frankfurt
Frankfurt foi uma cidade importante do Sacro Império Romano Germânico, sendo a sede das eleições imperiais desde 885 e da cidade para a coroação imperial de 1562 (anteriormente em Aachen) até 1792. Frankfurt foi declarada Cidade Imperial Livre (Reichsstadt) em 1372, tornando-se uma entidade do imediatismo Imperial, ou seja, imediatamente subordinada ao Imperador do Sacro Império Romano-Germânico, e não a um governante regional ou um nobre local.